# 蒙古突袭巴勒斯坦
蒙古突襲巴勒斯坦主要於1260年及1300年發生，是蒙古入侵敘利亞取得暫時勝利後的進一步軍事行動，當時十字軍運動已趨於結束。蒙古人每次成功入侵敘利亞後，就會有歷時數個月的侵掠巴勒斯坦行動，最南甚至到達加沙。
侵掠巴勒斯坦的兵力只佔蒙古大軍的一小部份，延續劫掠、殺人及破壞。但在每次侵掠中，蒙古人似乎無意把巴勒斯坦納入蒙古政權伊兒汗國的管治範圍內，在蒙古入侵敘利亞數個月後，從埃及反攻的馬木留克軍只會遇到少許抵抗就奪回了敘利亞。

## 1260年的蒙古入侵

1260年蒙古人在黎凡特的攻勢。早期攻佔阿勒頗及大馬士革後，帶來對次要目標如巴勒貝克、al-Subayba、Ajlun的小攻勢，以及對其它巴勒斯坦城鎮的劫掠，也許包括耶路撒冷。更小隊的劫掠者最南到達加沙。

1258年，由旭烈兀率領西征的蒙古軍成功佔領伊斯蘭世界的權力中心巴格達城，摧毀了阿拔斯王朝。內有一些來自先前已征服或歸順地區如格魯吉亞等地的基督徒的蒙古軍，取得巴格達後，隨即進攻阿尤布王朝的領土敘利亞。蒙古軍攻下阿勒頗，於1260年3月1日佔領大馬士革，把阿尤布王朝也摧毀。
巴格達及大馬士革陷落後，馬木留克治下的開羅成為了伊斯蘭勢力的中心。蒙古人大概想繼續進軍，經巴勒斯坦攻入埃及，卻因為一宗在突厥斯坦的內部衝突而停止進兵。旭烈兀與部隊主力撤走，留下景教徒將領怯的不花指揮的蒙古騎兵約1萬人駐守征服地。
怯的不花繼續進攻，攻下巴勒貝克、al-Subayba及Ajlun，又派遣蒙古劫掠者進入巴勒斯坦，深入至亞實基倫，也許到過耶路撒冷。有蒙古守軍約1000人駐在加沙，另有一支守軍在納布盧斯。
旭烈兀曾向法國國王路易九世傳信，說他們已經把耶路撒冷歸還基督徒。不過現代的歷史學者相信耶路撒冷當時也許遭到蒙古人至少一次的劫掠，但是除此之外就沒有被其它形式佔領或正式征服。

### 1260年的阿音札魯特戰役
從敘利亞敗退到開羅後，埃及馬木留克與殘留在阿卡的耶路撒冷王國法蘭克人談和。縱使穆斯林馬木留克是十字軍的傳統敵人，法蘭克人對馬木留克及蒙古保持被動的中立。此時法蘭克人似乎視蒙古人的威脅尤甚於那些穆斯林，因此馬木留克軍得以不受阻攔而通過十字軍的領域，及集結大軍，於1260年9月在加利利的阿音札魯特迎戰剩下的蒙古軍。馬木留克軍在此役大勝，使蒙古軍首次遭受到重大挫敗。至此旭列兀領導的西征戰役成為蒙古征戰史的最高點，此後蒙古人雖有再數次入侵敘利亞，可是直到1300年才取得成功，而且與上次一樣，攻下的土地只能佔領數個月。

### 1260年的西頓事件
被當時的人形容為不負責任及輕率的西頓及Beaufort十字軍領主Julian de Grenier於1260年趁機劫掠貝卡地區，那裡不久前被蒙古人佔領。怯的不花派遣其姪（或甥）帶同一支小部隊去追究損失，卻遭到Julian的伏擊及殺害。怯的不花於是突襲西頓城，摧毀城牆及殺害基督徒，而城堡則據說未有被攻下。

## 1271年愛德華一世十字軍時的蒙古侵掠
1269年，英國愛德華王子（即後來的英王愛德華一世）發動了自己的一次十字軍，即第九次十字軍東征。與他同行的武士及僕從很少，也許只有大約230位武士，連同其他人有總數約1000人，用一支有13艘船的船隊運載。當中不少人是愛德華的親密友人及家族的人，包括其妻卡斯提爾的艾莉諾、弟艾德蒙及堂兄弟Almain的亨利。
當愛德華於1271年5月9日抵達阿卡時，他立即派遣使者到蒙古統治者阿八哈那裡。愛德華計劃用蒙古人的幫助去進攻穆斯林領袖拜巴爾一世。該使團由Reginald Russel、Godefrey Welles及John Parker率領。阿八哈於一封標明日期為1271年9月4日的信函中對愛德華的請求作出了正面回應，歷史學者Runciman及Grousset引用中世紀的書《Estoire d'Eracles》說：
|  | 愛德華及基督徒們派往韃靼人求助的信使返回阿卡。他們做得很好，把韃靼人也一同帶來，侵掠了安提阿、阿勒頗、Haman及La Chamele的所有地方，最遠到大凱撒利亞。同時他們殺死所有找到的撒拉森人。 |

—《Estoire d'Eracles》，第461頁
1271年10月中，應愛德華之邀的蒙古軍抵達敘利亞，進攻阿勒頗及以南之地。阿八哈由於要同時應付突厥斯坦的其它衝突，只能從安那托利亞的佔領軍抽調蒙古騎兵1萬人前來，由Samagar指揮，加上輔助的塞爾柱部隊。穆斯林居民想起怯的不花的前事，觸發了逃亡潮，甚至蔓延至開羅。蒙古軍打敗了保衛阿勒頗的土庫曼人軍隊，逼使該城的馬木留克守軍逃走，蒙古軍然後向Maarat an-Numan及阿帕美前進。
當拜巴爾一世於11月12日從埃及反攻時，蒙古軍已經撤退至幼發拉底河以外，因為兵力不足以抗衡馬木留克的大軍。

## 1299年－1300年的蒙古戰役

1299年－1300年蒙古軍在黎凡特的攻勢

1299年夏，合贊統治下的伊兒汗國成功奪取了北部城市阿勒頗，在12月23或24日的Wadi al-Khazandar之戰（又稱為第三次霍姆斯戰役）擊敗馬木留克軍。蒙古軍將領Mulay的部隊從合贊的大軍分出，追擊敗退的馬木留克軍遠至加沙，把他們趕回埃及。合贊的主力部隊向大馬士革進發，大馬士革於1299年12月30日至1300年1月6日間的某天投降，然而它的要塞堅持抵抗。合贊在2月撤走了他的大部份軍隊，大概是因為馬匹要補充飼料。合贊許諾會在11月回來以進攻埃及。
這樣，從1300年2月至5月的4個月內，蒙古的伊兒汗成為聖地「事實上的」主人。Mulay手下約1萬人騎兵侵掠南至加沙的地方，約於1300年3月返回大馬士革，數日後跟隨合贊渡過幼發拉底河回去。
埃及的馬木留克軍隨後回來，於1300年5月重奪整個地區，未曾一戰。

### 1300年耶路撒冷的命運
中世紀文獻對於1299年－1300年那些侵掠的規模有許多不同觀點，現代歷史學者對於哪些文獻最為可信、哪些有加鹽添醋或根本是錯誤也是意見不一。尤其是當時耶路撒冷的命運，爭論仍然持續，有些歷史學者認為蒙古人的侵掠延伸至城內，另一些人認為該城未有被攻下，甚至沒有被圍城。
最常被引用的對此事的研究見於由Sylvia Schein博士於1979年發表的《Gesta Dei per Mongolos》一文，她在該文結論說「聖地被宣稱的收復根本沒有發生過」。不過Schein在她1991年的書中加入一個簡短的腳注，說蒙古人佔領耶路撒冷「已獲得證實」，因為有記載說他們於1300年取走聖殿的金門，運往大馬士革。這是根據14世紀神父波吉邦西的尼科洛的記述，他詳細描述耶路撒冷的建築，及提到蒙古人對那門做過的事。另一學者Denys Pringle認為尼科洛的記述是說蒙古人試圖毀壞、焚燒或拆走該門但不成功，當馬木留克軍回來後，他們用牆封堵了那門。
Alain Demurger在他2007年的書《Les Templiers》說蒙古人攻佔大馬士革及耶路撒冷，又說合贊的將領Mulay也於1299年－1300年「有效地出現在」耶路撒冷。根據Frederic Luisetto，蒙古軍「滲透入耶路撒冷及希伯崙，他們在那裡進行了多次屠殺」。Andrew Jotischky在《The Crusaders and the Crusader States》中以Schein的1979年文章及1991年的書去說「在短暫及大致上是象徵式地佔據耶路撒冷後，合贊撤返波斯」。

#### 歐洲人關於耶路撒冷的謠傳
不管真相如何，蒙古人的進軍使歐洲流傳謠言，說蒙古人或已佔領了耶路撒冷，將會交給歐洲人。這些謠傳從1300年大約3月開始，大概是建基於剛從塞浦路斯歸來的威尼斯商人的敘述。那些敘述或多或少準確地反映蒙古人在敘利亞的軍事勝利，但就擴大至說蒙古人「大概」已奪得聖地。這些謠言因為主觀願望及大群人聚集在羅馬迎接聖年的都市傳說環境而被廣泛吹捧。故事發展至（錯誤地）說蒙古人已經取得埃及，蒙古的合贊汗已任命其兄弟為那裡的新國王，及蒙古人打算征服巴巴利及突尼斯。謠言也說合贊釋放了被拘禁於大馬士革及埃及的基督徒，以及當中有些人已經啟程去塞浦路斯。
到了1300年4月，教宗博義八世發出信函宣佈有「將會用特別喜慶去慶祝的重大及高興的消息」，就是蒙古合贊汗已征服了聖地，並提議把該地交給基督徒。在羅馬，教宗下令遊行隊伍「慶祝收復聖地」，作為1300年聖年慶典的一部份。教宗更鼓勵每一個人出發前往那片新收復的地方。英王愛德華一世被要求鼓勵他的子民也出發去參觀聖地。教宗博義八世甚至在他的訓諭《Ausculta fili》提到從蒙古人那裡收復聖地的事。
在聖年（1300年）的夏天，教宗博義八世接待了多位由各處王公派來的使節。其中一團有100個蒙古人，由佛羅倫斯人Guiscard Bustari率領，代表伊兒汗。這個使團被許多當時文獻提及，參加了聖年的儀式。Guiscard Bustari據說就是被合贊提名去監督在他打算交還法蘭克人的地區重建法蘭克人統治的人。短時間內曾有大歡欣，但是教宗很快就知道敘利亞那裡的真實情況，合贊其實已經於1300年2月撤走了大部份軍隊，及馬木留克到5月已收復失地。不過謠言起碼持續至1300年9月。

### 中世紀文獻
- Le Templier de Tyr (circa 1300). Chronicle du Templier de Tyr, Online （页面存档备份，存于） (Original French).
- Hayton of Corycus (1307). Flowers of the Histories of the East, Online (English translation).
- Estoire d'Eracles (circa 1300), Online （页面存档备份，存于） (Original French).

### 現代文獻
- Amitai, Reuven. . JRAS. 1987: 236–255.
- Amitai-Preiss, Reuven. . Cambridge University Press, Cambridge. 1995. ISBN 978-0521462266.
- Barber, Malcolm.  2nd. University Press, Cambridge. 2001. ISBN 978-0-521-67236-8.
- Encyclopedia Iranica, Article on Franco-Persian relations
- Foltz, Richard (2000). "Religions of the Silk Road : overland trade and cultural exchange from antiquity to the fifteenth century". New York: St. Martin's Griffin. ISBN 0-312-23338-8.
- Demurger, Alain. . Editions Payot&Rivages. 2007. ISBN 2228902357 （法语）.
- Hazard, Harry W. (editor). . A History of the Crusades. Kenneth M. Setton, general editor. The University of Wisconsin Press. 1975. ISBN 0-299-06670-3.
- Jackson, Peter. . Longman. 2005. ISBN 0582368960.
- Lebédel, Claude. . Editions Ouest-France. 2006. ISBN 2737341361 （法语）.
- Newman, Sharan. . Berkley Publishing Group. 2006. ISBN 978-0-425-21533-3.
- Nicolle, David. . Essential Histories. Osprey Publishing. 2001. ISBN 978-1-84176-179-4.
- Phillips, John Roland Seymour. . Oxford University Press. 1998. ISBN 0198207409.
- Prawdin, Michael (pseudonym for Charol, Michael). . Collier-Macmillan Canada. 1940/1961. ISBN 1412805198.
- Prawer, Joshua. . Praeger. 1972. ISBN 9780297993971.
- Richard, Jean. . Fayard. 1996. ISBN 2-213-59787-1.
- Riley-Smith, Jonathan.  2nd. Yale Nota Bene. 1987, 2005. ISBN 0-300-10128-7.
- Runciman, Steven. . Penguin Books. 1987 (first published in 1952-1954). ISBN 9780140137057.
- Saunders, J. J. . University of Pennsylvania Press. 2001. ISBN 0812217667.
- Schein, Sylvia. . The English Historical Review. 1979年10月, 94 (373): 805–819  [2009-09-23]. doi:10.1093/ehr/XCIV.CCCLXXIII.805. （原始内容存档于2022-01-05）.
- Schein, Sylvia. . Clarendon. 1991. ISBN 0198221657.
- Schein, Sylvia. . Ashgate Publishing, Ltd. 2005. ISBN 075460649X.
- Sinor, Denis. . Journal of Asian History. 1999, 33 (1). （原始内容存档于2015-02-26）.
- Turnbull, Stephen (1980). . Osprey Publishing Ltd. 2004. ISBN 9780850453720.
- Weatherford, Jack. . Three Rivers Press. 2004. ISBN 0-609-80964-4.